# Uriah A. Boyden
Uriah Atherton Boyden (17. veljače 1804. – 17. listopada, 1879.) je bio američki izumitelj i inženjer strojarstva. Poznat je po tome što je konstruirao vodnu turbinu, koja je poznata kao Boydenova turbina. Ova turbina je s vanjskim tokom, te poboljšava stupanj iskorištenja Fourneyronove turbine. Oblik njenog rotora je bio sličan rotoru Francisove turbine.
Nakon svoje smrti ostavio je oko četvrtinu milijuna američkih dolara za gradnju astronomskog opservatorija ili zvjezdarnice. U početku je namjeravano utrošiti ta sredstva za gradnju zvjezdarnice Mount Wilson (kasnije je sagrađena), ali se odustalo. Godine 1889. je sagrađena zvjezdarnica Arequipa (Peru). Godine 1927. zvjezdarnica je prebačena u Južnoafričku Republiku, zbog bolje vidljivosti, gdje je poznajemo kao Boydenova zvjezdarnica.